# Zam
Zam is een dorp en gemeente in de regio Transsylvanië, in het Roemeense district Hunedoara. Het ligt 48 km ten westen van Deva en was voorheen het belangrijkste centrum voor vlotterij op de Mureș. Zam is de geboorteplaats van Ioan Lucaciu, ook wel de 'tweede Horea' genoemd. Hij was de leider van een aanzienlijke menigte gedurende de revolutie van 1784.
In Zam staat een kasteel uit de 18e eeuw. Door het klimaat gedijt de edelweiss hier goed. Zam staat eveneens bekend om zijn folklorekostuums.

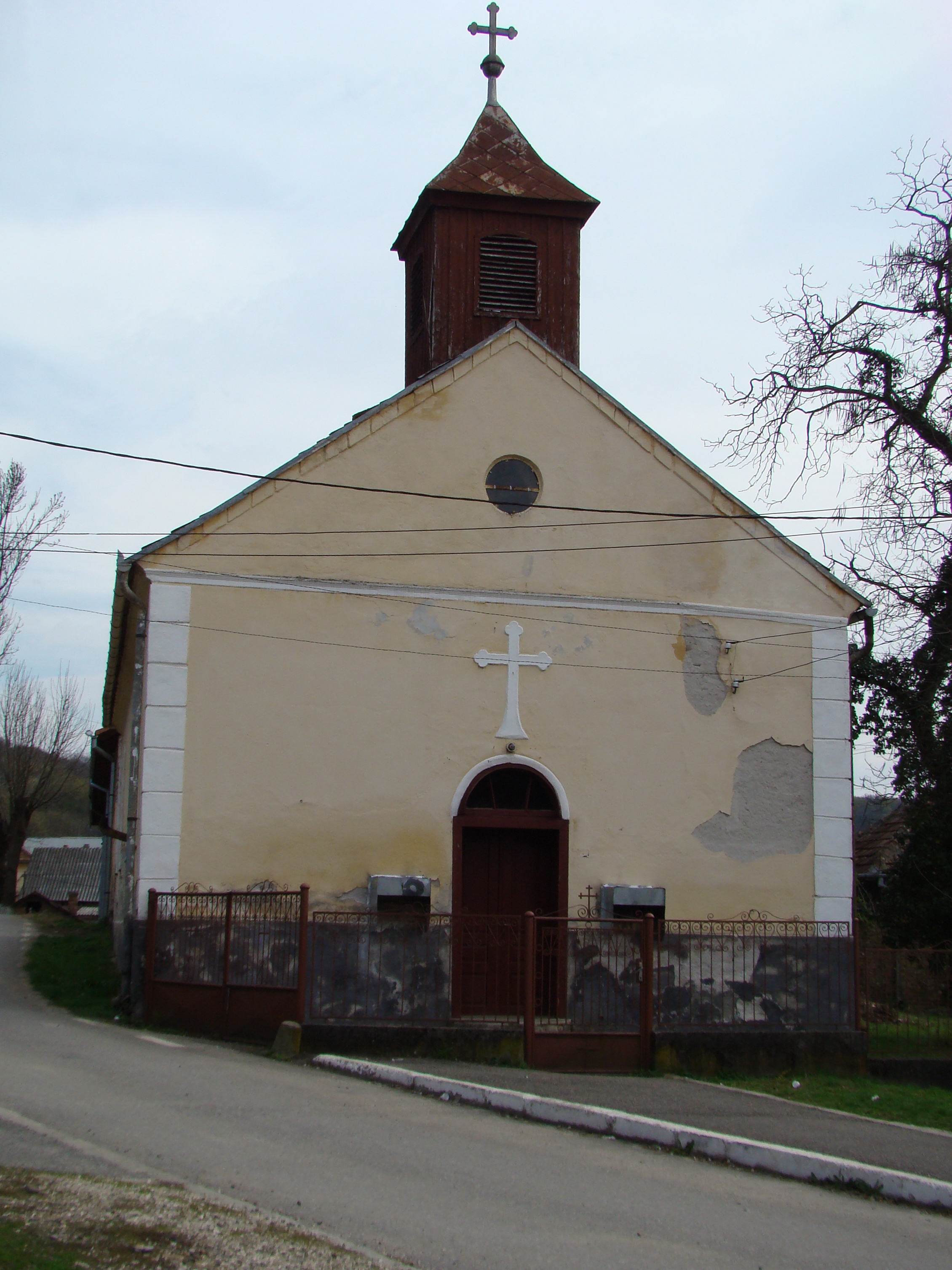
Rooms Katholieke kerk van Zam